# Boezem (water)

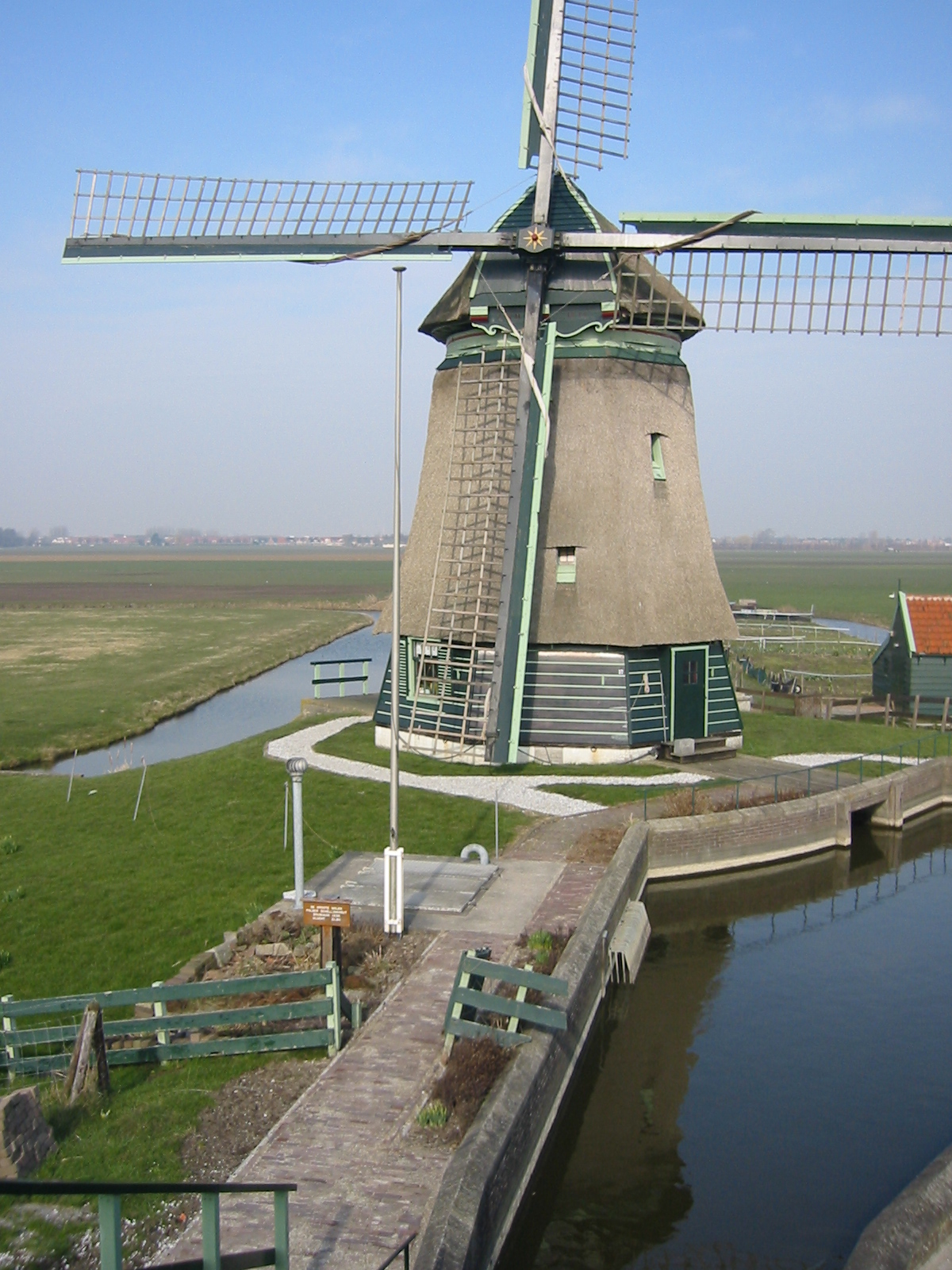
Boezemmolen aan de Westfriese Omringdijk. Rechts de boezem

De boezem is oppervlaktewater dat ertoe dient om polderwater op te vangen en af te voeren. Het is dat deel van het oppervlaktewater binnen een waterschap dat geen vast peil heeft. Over het algemeen wordt het water uit de boezem op een rivier geloosd die het water naar zee of naar het IJsselmeer brengt. Wanneer waterlozing niet op een natuurlijke manier mogelijk is, slaat een boezemgemaal het water uit; in andere gevallen wordt het boezemwater door middel van een spuisluis geloosd.
Dat het water in de boezem geen vast peil heeft, wil niet zeggen dat er niet naar een bepaald peil wordt gestreefd. Dit peil noemt men het streef- of boezempeil. Als het water tijdelijk wordt bewaard, om bijvoorbeeld later te worden geloosd, spreekt men wel van bergboezem.
Bij een molengang, bijvoorbeeld een tweegang, is er sprake van een onderboezem tussen de laagste en de hoogste molen. Bij een driegang is er naast een onderboezem tussen de laagste en de middelste molen ook een tussenboezem tussen de middelste en de bovenste molen.

## Ruimere betekenis
Ook het boezemland, het niet bemalen (vrij lozend) gedeelte van een waterschap wordt wel boezem genoemd. Het betreft ofwel relatief hoger gelegen gebieden (zoals in Holland de duingebieden) ofwel de direct aan de boezemwateren grenzende stroken of terreinen die binnen de boezemkaden of -dijken zijn gelegen. Het zijn gebieden die 's zomers vrij lozen en 's winters bij wateroverlast worden bemalen met behulp van een zogenaamd boezemgemaal, zoals De Waterwolf (bij Lammerburen aan het Reitdiep in de provincie Groningen).
Boezems kunnen complexe stelsels zijn van kanalen en meren die met elkaar in verbinding staan. Voorbeelden van zulke stelsels zijn de Schermerboezem (de boezem van het Hoogheemraadschap Hollands Noorderkwartier), de Rijnlandse en de Frieze boezem. Een boezemwaterschap is een waterschap dat het water van meerdere afzonderlijke waterschappen of molenpolders opvangt, voordat het op zee geloosd wordt. 

## Natuur
Het boezemland rond veel boezems is veelal eeuwenlang slechts extensief gebruikt, daardoor zijn boezemlanden vaak rijk aan bijzondere flora en fauna. 